# Z Nation
Z Nation è una serie televisiva post-apocalittica horror statunitense creata da Karl Schaefer e Craig Engler.
Prodotta da The Asylum per la rete via cavo Syfy, ha debuttato il 12 settembre 2014.
In Italia la serie è stata trasmessa, per le prime 3 stagioni sul canale AXN Sci-Fi; mentre per le restanti 2 su Netflix. In chiaro viene trasmessa su DMAX a partire dal 4 gennaio 2016.

## Trama
Tre anni dopo lo scoppio di un'apocalisse zombie, un gruppo improvvisato di sopravvissuti, sotto la supervisione da remoto del "Cittadino Z", dovrà riuscire ad attraversare con mezzi di fortuna gli Stati Uniti per portare sano e salvo in California l'unico uomo che può fermare l'epidemia, ovvero l'unico a cui è stato iniettato un vaccino sperimentale grazie al quale non si è trasformato dopo essere stato morso.

## Episodi
| Stagione         | Episodi | Prima TV originale | Prima TV Italia |
| ---------------- | ------- | ------------------ | --------------- |
| Prima stagione   | 13      | 2014               | 2015            |
| Seconda stagione | 15      | 2015               | 2016            |
| Terza stagione   | 14      | 2016               | 2016-2017       |
| Quarta stagione  | 13      | 2017               | 2018            |
| Quinta stagione  | 13      | 2018               | 2019            |

## Personaggi e interpreti

### Personaggi principali
- Roberta Warren (stagioni 1-5), interpretata da Kellita Smith, doppiata da Rachele Paolelli (stagioni 1-3) e Anna Cugini (stagioni 4-5).
Tenente della Guardia Nazionale del Missouri, diventa leader del gruppo improvvisato di New York che ha il compito di portare il paziente 0 sano e salvo in California.
- Simon Cruller / Cittadino Z (stagioni 1-5), interpretato da DJ Qualls, doppiato da Daniele Raffaeli.
È un ex hacker e unico membro rimasto dell'NSA, bloccato nella regione dell'artico che occasionalmente assiste e aiuta il gruppo di Warren.
- Mack Thompson (stagioni 1-2), interpretato da Michael Welch, doppiato da Federico Di Pofi.
È un giocatore di hockey che fa parte del gruppo di New York e fidanzato di Addy.
- Alvin Bernard Murphy (stagioni 1-5), interpretato da Keith Allan, doppiato da Alberto Bognanni.
È il paziente 0 e membro del gruppo di New York.
- Addison Grace "Addy" Carver (stagioni 1-5), interpretata da Anastasia Baranova, doppiata da Gaia Bolognesi (stagioni 1-3) e Virginia Brunetti (stagioni 4-5).
È una ragazza che fa parte del gruppo di New York e fidanzata di Mack.
- Steven Beck / Doc (stagioni 1-5), interpretato da Russell Hodgkinson, doppiato da Pierluigi Astore (stagioni 1-4) e Giacomo Bartoccioli (stagione 5).
È uno psicologo e membro del gruppo di New York.
- Cassandra (stagioni 1-3), interpretata da Pisay Pao, doppiata da Perla Liberatori.
È una ragazza che faceva parte di un gruppo di cannibali che si unisce al gruppo di New York.
- Thomas / Diecimila (stagioni 1-5), interpretato da Nat Zang, doppiato da Emanuele Ruzza (stagioni 1-3) e Danny Francucci (stagioni 4-5).
È un ragazzo silenzioso del gruppo di New York, esperto nell'utilizzo delle armi da fuoco e da taglio.
- Charles Garnett (stagione 1), interpretato da Tom Everett Scott, doppiato da Francesco Bulckaen.
Sergente della guardia nazionale con sede in Georgia e uno dei leader del gruppo di New York.
- Mark Hammond (stagione 1), interpretato da Harold Perrineau, doppiato da Pino Insegno.
Tenente e ultimo sopravvissuto della Delta Force, una squadra che ha il compito di scortare Murphy in California.
- Javier Vasquez (stagioni 2-3), interpretato da Matt Cedeño, doppiato da Andrea Lavagnino.
Ex agente della DEA che si unisce al gruppo di Warren.
- Hector Alvarez / Escorpion (stagioni 2-3), interpretato da Emilio Rivera, doppiato da Pasquale Anselmo.
È il vice-capo degli Zeros, nonché leader delle Mani Rosse.
- Lucy Murphy (ricorrente: stagioni 2-3; regolare: stagione 4), interpretata da Tara Holt, doppiata da Jessica Bologna.
È la figlia metà umana e zombie di Murphy e Serena.
- L'Uomo (stagione 3), interpretato da Joseph Gatt, doppiato da Domenico Strati.
È un individuo ambiguo che lavora per Zona.
- Sun Mei (stagioni 3-5), interpretata da Sydney Viengluang, doppiata da Laura Amadei.
È una virologa cinese mandata dalla Cina per raccogliere campioni di DNA da Murphy nella speranza di sintetizzare una cura.
- Kaya (stagioni 3-5), interpretata da Ramona Young, doppiata da Emanuela Ionica (stagione 3) e Alessandra Cerruti (stagioni 4-5).
È una ragazza Inuit che vive in un villaggio nell'Artico con suo zio e sua nonna che trova e soccorre Simon e il suo cucciolo.
- Red (stagioni 3-5), interpretata da Natalie Jongjaroenlarp, doppiata da Veronica Puccio (stagione 3) e Maria Grazia Cerullo (stagioni 4-5).
È una ragazza, tutrice di Cinquemila e interesse amoroso di Diecimila.
- Cinquemila (stagione 3), interpretato da Holden Goyette.
È un ragazzo selvaggio sotto l'ala protettiva di Red.
- Lilly Mueller (stagioni 4-5), interpretata da Gracie Gillam, doppiata da Gianna Gesualdo.
Sergente del team del tenente Mueller. Instaura un legame con Diecimila.
- Mueller (stagione 4), interpretato da Henry Rollins, doppiato da Fabrizio Russotto.
Tenente di un piccolo team di soldati dell'esercito degli Stati Uniti.
- Georgia "George" St. Clair (stagione 5), interpretata da Katy O'Brian.
Giovane donna che abita ad Altura. Promettente fondatrice e aspirante leader di Newmerica.
- Martin Cooper (stagione 5), interpretato da Mario Van Peebles.
È un uomo che vive in una fattoria che entra in contatto con Warren.
- Pandora (stagione 5), interpretata da Lydia Hearst.
Misteriosa e pericolosa donna di Altura.

### Personaggi secondari
- Marilyn Merch (stagioni 1-3), interpretata da Lisa Coronado, doppiata da Michela Alborghetti.
È la dottoressa che ha sviluppato la cura.
- Sketchy McClain (stagioni 1-5), interpretato da Mark Carr, doppiato da Edoardo Stoppacciaro (stagioni 1-3) e Gabriele Sabatini (stagioni 4-5).
Vecchio conoscente di Doc, è un commerciante di armi che viaggia con il suo fido compagno Skeezy.
- Skeezy (stagioni 1-5), interpretato da Doug Dawson.
Migliore amico e sottoposto di Sketchy.
- Cucciolo (stagioni 1-3), interpretato dal cane Wizard.
È il cane di Simon, chiamato da lui Cucciolo.
- Serena (stagioni 1-3), interpretata da Sara Coates.
È la donna con cui Murphy ha concepito sua figlia.
- Walter Kurian (stagioni 1-2), interpretato da Donald Corren, doppiato da Enrico Di Troia
È il responsabile del virus conosciuto come H1Z1, che ha causato l'apocalisse zombie.
- Pa e Ma Kettle (stagioni 2-3), interpretati da D.C. Douglas e Kim Little.
Sono i tutori di Lucy, i quali sono stati morsi da Murphy per prendersi cura di sua figlia.
- La Reina (stagione 2), interpretata da Gina Gershon, doppiata da Alessandra Cassioli.
È la regina degli Zeros.
- Harold Teller (stagioni 3-4), interpretato da Frank Boyd, doppiato da Guido Di Naccio (stagione 3) e Sacha Pilara (stagione 4).
È un dottore che viene portato a Zona per sviluppare una cura con il sangue di Murphy.
- Kaskae (stagione 3), interpretato da Cecil Cheeka.
È lo zio di Kaya.
- Nana (stagioni 3-5), interpretata da Darlene Mccarty.
È la nonna di Kaya.
- Will Chaffin (stagione 3), interpretato da Aaron Trainor, doppiato da Stefano Billi.
È un membro di Murphytown, con la moglie Hope e la figlia Cassidy.
- Hope Chaffin (stagione 3), interpretata da Kathryn Brown, doppiata da Daniela Calò.
Moglie di Will e madre di Cassidy.
- Wesson (stagioni 3, 5), interpretato da DeRon Brigdon, doppiato da Alessandro Budroni.
È un membro di Murphytown.
- Il Fondatore (stagione 4), interpretato da Michael Berryman, doppiato da Giorgio Locuratolo.
È il Fondatore e capo di Zona.
- JZ Cruller (stagioni 4-5), interpretato da Kodiak Lopez.
È il figlio di Simon e Kaya.
- Joseph Dante (stagione 5), interpretato da Zack Ward.
Tenente e amico di George.
- Roman Estes (stagione 5), interpretato da Jack Plotnick.
Dottore di Altura ed ex residente di Zona.

## Produzione
Il 29 giugno 2014, venne annunciato che erano in corso le riprese dei 13 episodi della prima stagione.
Schaefer e Engler hanno descritto la serie come un tentativo di «ridare il divertimento agli zombi», criticando show come The Walking Dead, giudicata troppo seria.
Il budget della prima stagione era di $700.000 per episodio.
Il 20 ottobre 2014 la serie è stata rinnovata per una seconda stagione di 15 episodi che è andata in onda a partire dall'11 settembre 2015.
Il 6 novembre 2015 è stata invece rinnovata per una terza stagione che ha debuttato il 16 settembre 2016.
Il 29 novembre 2016 la serie è stata confermata per una quarta stagione, trasmessa dal 29 settembre al 15 dicembre 2017.
Il 15 dicembre 2017, Syfy ha rinnovato la serie per una quinta stagione che sarà registrata nel 2018, e che andrà in onda negli Stati Uniti dal 5 ottobre 2018.
Il 22 dicembre 2018, viene cancellata dopo cinque stagioni.

## Trasmissione internazionale
Z Nation è distribuita internazionalmente dalla Dynamic Television. In Australia va in onda dal 1º aprile 2015, mentre nel Regno Unito dal 21 luglio dello stesso anno.

## Home Video
La stagione 1 è stata pubblicata in DVD il 10 febbraio 2015 da Syfy in associazione con Universal Pictures Home Entertainment. È stata anche pubblicata su iTunes, con episodi di circa 41-43 minuti ciascuno.
La serie è disponibile su Netflix in tutto il mondo.

## Accoglienza
La prima stagione di Z Nation ha ricevuto recensioni contrastanti da parte della critica televisiva. Il suo punteggio complessivo su Metacritic è di 48/100, basato sulle recensioni di undici critici. Su Rotten Tomatoes la serie detiene un 53% di gradimento basato su 17 recensioni professionali, affermando che «sebbene sia ostacolata da una narrazione sovraffollata, Z Nation riesce a raccogliere qualche spavento divertente senza prendersi troppo sul serio».
Chris Carabott di IGN ha dichiarato che la serie «continua a distinguersi in modi fantasiosi e creativi». Brian Moylan di The Guardian ha definito Z Nation spaventoso, affermando «che gli spettatori finiranno per odiare tutti i personaggi, sebbene sia orribile in special modo il Cittadino Z». Merrill Barr di Forbes ha detto che Z Nation «ha un alto valore di intrattenimento».
Nella sua prima stagione, la serie ha registrato 1,42 milioni di spettatori per episodio.

## Altri media

### Crossover e riferimenti alla serie diSharknado
Nel film Sharknado 3 Kellita Smith appare in un cameo nel ruolo di Roberta Warren. Nell'episodio 5 della prima stagione "Home Sweet Zombie",  dopo aver visto un tornado trasportare e lanciare zombie, Warren esclama: «Non sono squali!».
Nel film del 2017 Sharknado 5, appare in un cameo Russell Hodgkinson nei panni di Doc.

### Black Summer
Il 19 luglio 2018, venne annunciato che Netflix aveva ordinato una prima stagione completa per una serie prequel, ambientata nello stesso universo di Z Nation, intitolata Black Summer. L'attrice Jaime King sarà la protagonista della serie, creata da Karl Schaefer e John Hyams. Al San Diego Comic-Con International del 2018,  Schaefer ha osservato che «Black Summer è prima che l'apocalisse diventasse strana ed era solo spaventosa». Ha anche detto che la serie non è destinata ad essere la versione divertente di The Walking Dead e di Z Nation, ma che invece sarà una versione più tradizionale degli zombie.